# Skällviks kyrka
Skällviks kyrka är en kyrkobyggnad i Skällviks socken i Östergötland. Den ligger 16 kilometer sydost om Söderköping och tillhör Linköpings stift.

## Kyrkobyggnaden
Skällviks kyrka är belägen på en låglänt del av Slätbakens södra strand. Kyrkan är till planen en rektangulär salkyrka med rakslutet korparti, sakristia i norr och vapenhus i söder. Intill kyrkan står en klockstapel, som fick sin nuvarande utformning vid en ombyggnad 1754. Närheten till Stegeborgs slott och Skällviks borg och dess innehavare har varit av stor betydelse för kyrkan.
På kyrkogården är konstnären Bo Beskow begravd.

## Historik
Den uppfördes under 1300-talets förra hälft av natursten med tegelornerade trappgavlar. 1590-1593 genomförde Johan III en ombyggnad med den italienska renässansens centralkyrkoideal som förebild. Den rektangulära grundformen uppdelades av fyra pelare till en kvadratisk korsmitt, med därifrån utgående parvis lika långa korsarmar. Ett kryssvalv slogs i korsmitten, i korsarmarna lägre tunnvalv. Sidokapell med låga tunnvalv inrättades i kyrkans fyra hörn. Över korsmitten uppfördes ett högt och smäckert torn. Vid ombyggnaden tillkom troligen också den nuvarande sakristian. Vapenhuset uppfördes i mitten av 1700-talet. Förändringarna som följde under de närmaste seklen var huvudsakligen av underhållskaraktär. 
Vid en restaurering 1956 under Erik Lundbergs ledning återställdes renässanskyrkan till ursprungligt skick. Igenmurade fönster, omlagda takfall och andra förändringar återställdes. Yttermurarnas tjocka putslager ersattes med en tunn slamning och torn och tak täcktes med koppar. I interiören framtogs några rester av kalkmålningar av 1500-talskaraktär. Vidare uppfördes bl.a. altare, bänkinredning och läktare efter Lundbergs ritningar.

## Inventarier
Bland inventarierna: 
- Altarskåp av valnöt, skåp av ek, tyskt arbete från 1400-talets andra fjärdedel.
- Ett golvur, tillverkat av urmakare Samelius i S:t Anna församling. Uret är en replik till det som finns i Sankt Anna kyrka. Bägge uren är skänkta av den mest namnkunnige av församlingens präster, prosten Jacob Berggren (1790-1887), berömd orientalist och palestinafarare. Han behärskade många språk, publicerade ett stort antal vetenskapliga verk och kallades flera gånger till professurer i orientaliska språk i Sverige och utlandet.
- Dopfunten av sandsten från 1607 kommer enligt traditionen från Stegeborgs slottskapell.
- Predikstolen skänktes till kyrkan år 1661, målades år 1679, ommålades år 1822 samt konserverades år 1956.

## Orgel
Skällviksorgeln är en av de få piporglar som bevarats av Jonas Wistenius rika produktion. Den är ett typiskt exempel på hans orgelstil: I regel var det fråga om ganska små kyrkor och små orglar med en manual och bihangspedal, omkring tio orgelstämmor och en fasad av barockkaraktär, ofta med tre tureller som här i Skällvik. Klangen i Skällviksorgeln är färgstark och mycket karaktärsfull; typisk är den mörka Gedackten, den späda tvåfotsflöjten och tersmixturen som ger kraft och färg åt plenumklangen. Ett ålderdomligt drag är den korta oktaven i grova oktaven som saknar tonerna C#, D#, F# och G#, något som var regel i barockens orgelbyggeri både i Norden och på kontinenten.  
Kronologi:
- 1673 bygger Georg Hum en orgel.
- Före 1762 finns ett 6-stämmigt orgelverk av okänt ursprung.
- 1762 bygger Jonas Wistenius, Linköping, en 8-stämmig läktarorgel. Svarta undertangenter i manualen, pedal saknas. Tonomfång: manual C-c³ kort oktav (45 toner). Temperering oliksvävig. Alla fasadpipor ljudande. Orgeln kostar 3700 daler och översten Verner Detlov von Schwerin af Spantekow bekostad 2000 daler. Den har dubbel skäfftbälg.[1]

| Manual         |
| Gedact 8'      |
| Principal 4'   |
| Gedact 4'      |
| Qvinta 3'      |
| Octava 2'      |
| Spits-Fleut 2' |
| Mixtur III     |
| Trompet 8' B/D |

- 1804 tillkommer en bihangspedal av organisten Andreas Dahlgren, Tryserum.
- 1862 görs en ombyggnad av orgelbyggare och -reparatör Anders Peter Kullbom (1817-1900), Linköping. Han tar bort den trekoriga mixturen och sätter in Fleut d'amour 8'. Vidare ändrar han Gedackt 8' till Borduna 16' D, Qvinta 3' (2 2/3') (jämte en del pipor ur mixturen) till Fugara 8' samt Spitz-Fleut 2' till Spetsqvint 3' (2 2/3'). Orgeln förses också med ett pedalverk med full oktav innehållande: Borduna 16 B', Tuba 8', bas och Flöjt 4' och kompletteringspipor för C#, D#, F# och D# i Principal 4' och Gedact Fleut 4'.
- 1955 flyttas orgeln från läktaren till ett podium i nordvästra hörnet av kyrkan.
- 1962-1963 rekonstrueras och konserveras orgeln av Bröderna Moberg, Sandviken, varvid den ursprungliga dispositionen (enligt Abraham Abrahamsson Hülphers) återställes. Mixtur III chor samt tvåstrukna oktaven i Gedact 8' och grova oktaven i Trompet 8' rekonstrueras och övriga stämmor återförs till originalskick. Pedalverket avlägsnas och ersätts av en bihangspedal med kort oktav (21 toner). Manualens undertangenter, som i sen tid erhållit vit beläggning, förses åter med ebenholts och övertangenterna med elfenben. Kontrollant: domkyrkoorganist Gotthard Arnér, Stockholm. Orgeln är mekanisk.

Ursprunglig (enligt Hülphers) och nuvarande disposition:
| Manual C-c³ kort oktav                   | Pedal C-c¹ kort oktav |
| Gedact 8'                                | bihängd (1804/1963)   |
| Principal 4' (fasad)                     |                       |
| Gedact-Fleut 4'                          |                       |
| Qvinta 3' (eg. 2 2/3')                   |                       |
| Octava 2'                                |                       |
| Spits-Fleut 2'                           |                       |
| Mixtur III chor, 1' + 4/5' + 2/3' (1963) |                       |
| Trompet 8', B/D                          |                       |

### Diskografi
- Gamla svenska orglar : orgeln i Skällviks kyrka, Östergötland / Arnér, Gotthard, orgel. EP. Sveriges Radio RAEP 1044. Utan årtal. - Inspelat 1964. - Även på LP nedan:
  - Fyra svenska orglar. LP. SR Records RELP 1023. Utan årtal.

## Bildgalleri

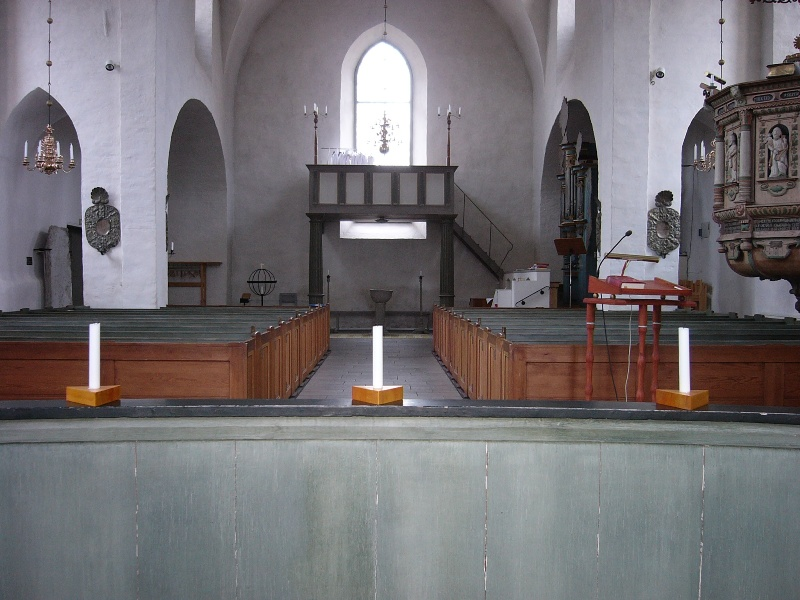
Kyrkorum mot väster
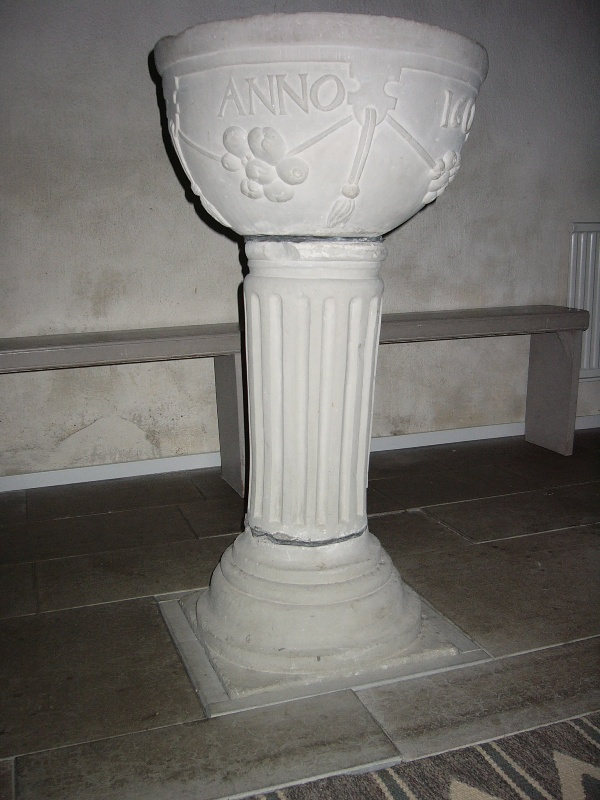
Dopfunt
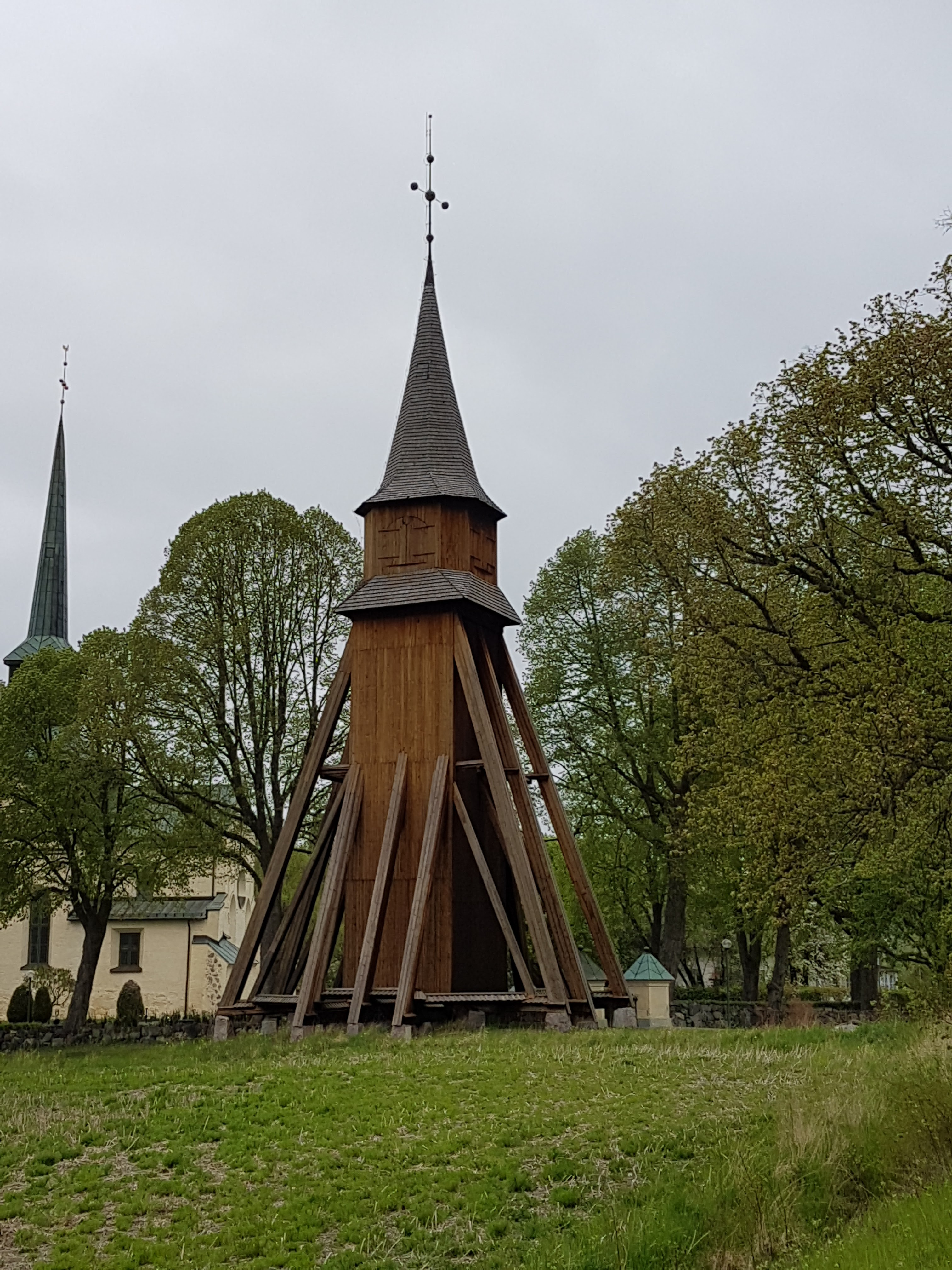
Klockstapeln
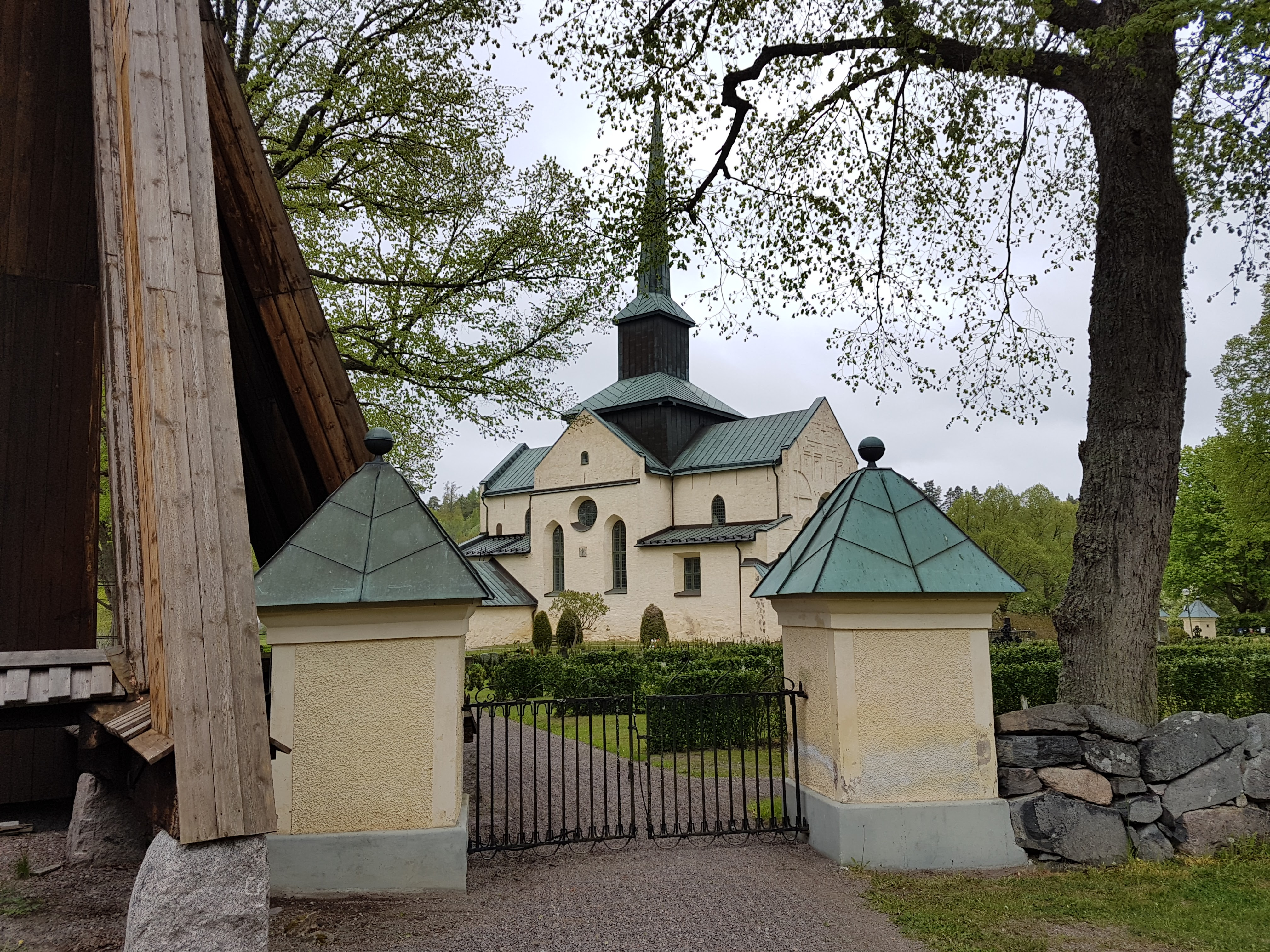
Entré till kyrkogården